# Município de Lewis (condado de Brown, Ohio)
O município de Lewis (em inglês: Lewis Township) é um município localizado no condado de Brown no estado estadounidense de Ohio. No ano de 2010 tinha uma população de 2.697 habitantes e uma densidade populacional de 24,11 pessoas por km².

## Geografia
O município de Lewis encontra-se localizado nas coordenadas 38° 49′ 57″ N, 83° 59′ 30″ O. Segundo a Departamento do Censo dos Estados Unidos, o município tem uma superfície total de 111.88 km², da qual 110,33 km² correspondem a terra firme e (1,39 %) 1,55 km² é água.

## Demografia
Segundo o censo de 2010, tinha 2.697 habitantes residindo no município de Lewis. A densidade populacional era de 24,11 hab./km². Dos 2.697 habitantes, o município de Lewis estava composto pelo 98,41 % brancos, o 0,41 % eram afroamericanos, o 0,07 % eram amerindios, o 0,3 % eram asiáticos, o 0,22 % eram de outras raças e o 0,59 % eram de uma mistura de raças. Do total da população o 0,37 % eram hispanos ou latinos de qualquer raça.